# فيروس تورو
فيروس تورو (بالإنجليزية: Torovirus)‏ هو جنس من فيروسات الرنا مفرد السلسلة موجبة الدلالة المغلفة ينتمي إلى عائلة التوبانفيريدات [الإنجليزية] ورتبة الفيروسات العشية. ويصيب الفقاريات بشكل رئيسي وخاصة الأبقار والخنازير والخيول. من الأمراض التي يسببها هذا الجنس التهاب المعدة والأمعاء الشائع بين الثدييات. فيروس التورو هو الجنس الوحيد في العائلة الفرعية توبانفيريات أحادية الطراز، ويرجع اسمه إلى قفيصته النووية التي على شكل دونات أو طارة وهو الشكل الذي يوصف بالكلمة اللاتينية توروس "torus".‏
يعود اكتشاف أول فيروس تورو إلى عقد 1970، حيث تم العثور على فيروس تورو الفرسي (EToV) مصادفة في عينة براز حصان كان يعاني من إسهال شديد. اكتُشف فيروس «بريدا» البقري لاحقا في عام 1979 أثناء التحري في مزرعة ألبان في بريدا، أين كانت تعاني عدة عجول من إسهال شديد لعدة أشهر. في عام 1984، تم اكتشاف جزيئات تشبه فيروس تورو باستخدام تقنية المجهر الإلكتروني على عينات بشرية لمرضى التهاب المعدة والأمعاء.

## روابط خارجية
- تصنيفية NCBI
- تاريخ الأصنوفة في ICTV